# ميراندايلا
بلدية ميراندايلا (بالإسبانية: Mirandilla)‏, هي إحدى بلديات مقاطعة بطليوس, التي تقع في منطقة إكستريمادورا, والتي تقع في غرب إسبانيا.
يبلغ عدد سكانها 1.358 نسمة وفقاً لإحصائية سنة (2002).